# سلیمه صفر
 سلیمه صفر (انگلیسی: Selima Sfar؛ زادهٔ ۸ ژوئیهٔ ۱۹۷۷) یک تنیس‌باز اهل تونس است.